# Sextuor pour piano, cordes et vents (Dohnányi)

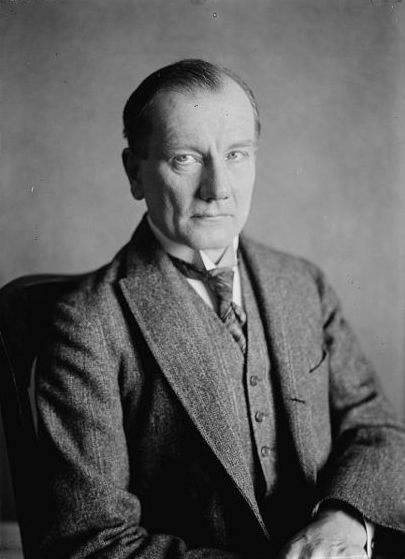
Ernst von Dohnányi.

Le Sextuor pour piano, violon, alto, violoncelle, clarinette et cor opus 37 est une composition de musique de chambre de Ernst von Dohnányi. Composé en 1935 à Budapest, il est créé le 17 juin 1935.

## Structure
1. Allegro
2. Intermezzo - Adagio
3. Allegro con sentimento
4. Finale; Allegro vivace, giocoso

Durée d'exécution: trente minutes.

## Analyse
Le piano-ragtime et la clarinette par une mélopée syncopée impriment à l'ensemble des couleurs jazz.